# Megakirke
En megakirke er normalt betegnelsen for en protestantisk menighed med en ugentlig deltagelse på over 2.000 personer. Betegnelsen er opstået i USA, hvor der findes over 1.200 megakirker. Derudover findes der et stort antal megakirker i Asien, Sydamerika og Afrika. De største kirker findes i Korea, med over 250.000 deltagende om ugen, bl.a. Yoido Full Gospel Church i Seoul, Sydkorea.
Betegnelsen beskriver en kirke der har en karrakteristisk lovsangsstil, karismatisk forkyndelse, og med en karimatisk ledende præst, og ofte med en konservativ teologisk linje.

## Eksempler på megakirker
- Yoido Full Gospel Church (Sydkorea)
- Mars Hill Church (USA)
- Hillsong Church (Australien)